# 脳神経センター大田記念病院
脳神経センター大田記念病院（のうしんけいセンターおおたきねんびょういん）は、広島県福山市にある医療機関である。脳卒中や脳血管疾患の専門病院である。

## 診療科
- 脳神経外科
- 脳神経内科
- 神経科
- 小児神経科
- 内科
- 循環器内科
- 脊椎脊髄外科
- 外科
- 麻酔科
- 整形外科
- 形成外科
- 放射線科
- リハビリテーション科
- 救急科
- 泌尿器科
- 歯科

## 病床内訳
一般病床213床（うちSCU21床、救急病床10床、一般病床132床、回復期リハビリテーション病床50床）

## 沿革
- 1976年12月 開設者大田浩右により「大田病院」として設立
- 1979年 4月 「医療法人社団大田病院」に名称変更
- 1983年12月 大田式定位脳手術装置開発
- 1986年 6月 定款改正により医療法人祥和会とし、病院名称を「大田記念病院」とする
- 1987年 3月 租税特別措置法第67条の2適用により、大蔵大臣より特定医療法人の承認
- 1993年10月 在宅介護支援センター開設
- 1995年 4月 虹の会訪問看護ステーション開設
- 2000年 6月 「特定医療法人祥和会脳神経センター大田記念病院」に名称変更
- 2000年11月 財団法人日本医療機能評価機構の病院機能評価ver.2.0受審、定証受領
- 2005年 3月 病院総合情報システム（電子カルテ）本稼動開始
- 2005年12月 財団法人日本医療機能評価機構の病院機能評価ver.5.0認定
- 2006年 9月 医療法人祥和会明神館脳神経外科開院
- 2009年 1月 ガンマナイフによる定位放射線治療開始
- 2009年 4月 「社会医療法人祥和会脳神経センター大田記念病院」へ名称変更、DPC請求開始

## 医療機関の指定等
- 保険医療機関
- 労災保険指定医療機関
- 指定自立支援医療機関（精神通院医療）
- 生活保護法指定医療機関
- 身体障害者福祉法指定医の配置されている医療機関
- 結核指定医療機関
- 戦傷病者特別援護法指定医療機関
- 原子爆弾被害者医療指定医療機関
- 原子爆弾被害者一般疾病医療取扱医療機関
- 公害医療機関
- 臨床研修指定病院
- 特定疾患治療研究事業委託医療機関
- DPC対象病院

## 交通
- JR福山駅前の1番バス乗り場より「川口経由卸町」または「川口経由車庫前行」に乗り、「沖野上町三丁目」にて下車。